# حماد النومسي
حماد النومسي، رئيس حزب المحافظين المدني في الكويت.
كان ولا يزال أحد الفاعلين في المشهد السياسي الكويتي وقد كان أحد القادة الفاعلين والميدانيين في الحراك الشعبي الكويتي من خلال اسهاماته الفردية في الدفاع عن حقوق الشعب الكويتي وحرياته ومكتسباته الدستوريه وكذلك من خلال انضمامه للكثير من الكيانات السياسيه الكويتيه. ومنها:
- الحركة الشبابيه الكويتيه (كافي)، حيث كان عضواً فيها .
- تجمع شباب 16 سبتمبر، حيث كان به عضواً ممثلاً ل«كافي».
- الحركة الديمقراطية المدنيه (حدم)، حيث كان رئيسها التأسيسي.
- اللجنة التنسيقيه للحراك الشعبي، حيث كان أمين السر فيها.

يعتبر الشاعر السياسي الأوحد في دولة الكويت ولسان حال الشعب الكويتي المعارض لفساد الاداره الحكومية. كان القائد لمسيرات الحراك الشعبي الكويتي وملهم أفراد الشعب بهتافاته الشعرية أثناء المسيرات وقصائده السياسيه المباشرة وخطبه الرنانه أثناء التجمعات والاعتصامات والندوات التي امتدت على مدار خمس سنوات من عمر هذا الحراك الذي انطلق بشكل رسمي ميدانيا مع بداية عام 2011.
أحد الاحرار المعتقلين والمتهمين في قضية دخول مجلس الأمة الكويتي العام 2011م، وتم توجيه الكثير من التهم المعلبه له في كثير من القضايا السياسيه التي رفعتها عليه حكومة دولة الكويت ظناً منها أنها ستثنيه هو وزملائه في هكذا ملاحقات باطله .